# Havana Automobile Company
Havana Automobile Company war ein US-amerikanischer Hersteller von Kraftfahrzeugen.

## Unternehmensgeschichte
Das Unternehmen wurde im Frühjahr 1905 in Paterson in New Jersey gegründet. 
Beteiligt waren Walter Moffet, Louis H. Pink und William Schek Junior. Sie begannen im gleichen Jahr in Zusammenarbeit mit der Mack Brothers Motor Car Company mit der Produktion von Personenkraftwagen und Nutzfahrzeugen. Der Markenname lautete Havana.
Im Oktober 1905 wurden zehn Pkw nach Havanna geliefert. Danach verliert sich die Spur des Unternehmens.

## Fahrzeuge
Die Pkw waren große Tourenwagen.